# Ostrogoth (cotre)

Dessin d'un cotre similaire à l'Ostrogoth

L'Ostrogoth est le voilier de l'écrivain belge Georges Simenon dont il demande la construction dans un chantier naval de Fécamp à la fin de l'année 1928. C'est sur ce bateau (un cotre de dix mètres) qu'il va écrire ses premiers romans sans utiliser de pseudonyme. Le nom de ce navire, revendu en 1931, évoque également le titre d'une bande dessinée Simenon, l’Ostrogoth, édité chez Dargaud en 2023.

## Historique

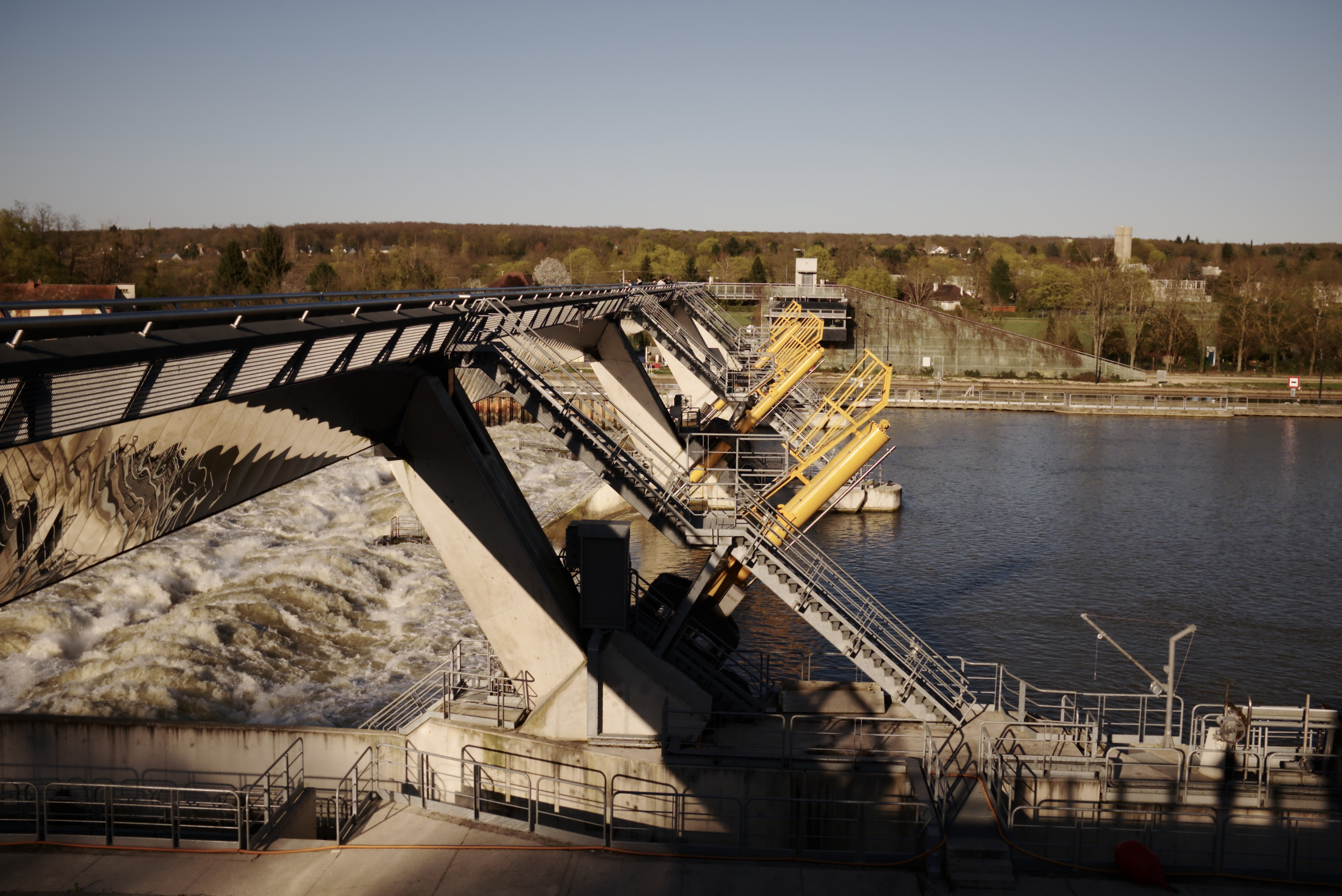
la Seine à Morsang-sur-Seine

Durant l'hiver 1928-1929, Georges Simenon commande un voilier chez un constructeur de bateau de Fécamp dénommé Georges Argentin (alors en Seine inférieure). Il se rend souvent sur le chantier et prend la décision de nommer son navire L'Ostrogoth. Il s'en explique dans ses mémoires intimes :
« Le jour, je suis sur le chantier naval à discuter de mon bateau avec le constructeur. Il sera en chêne épais, avec un mât assez court, pour que les lourdes voiles couleur cachou puissent être hissées par un seul homme. […]
Le bateau prend forme et, parce qu’il a la rudesse de notre lointain ancêtre, je le baptise l’ Ostrogoth »

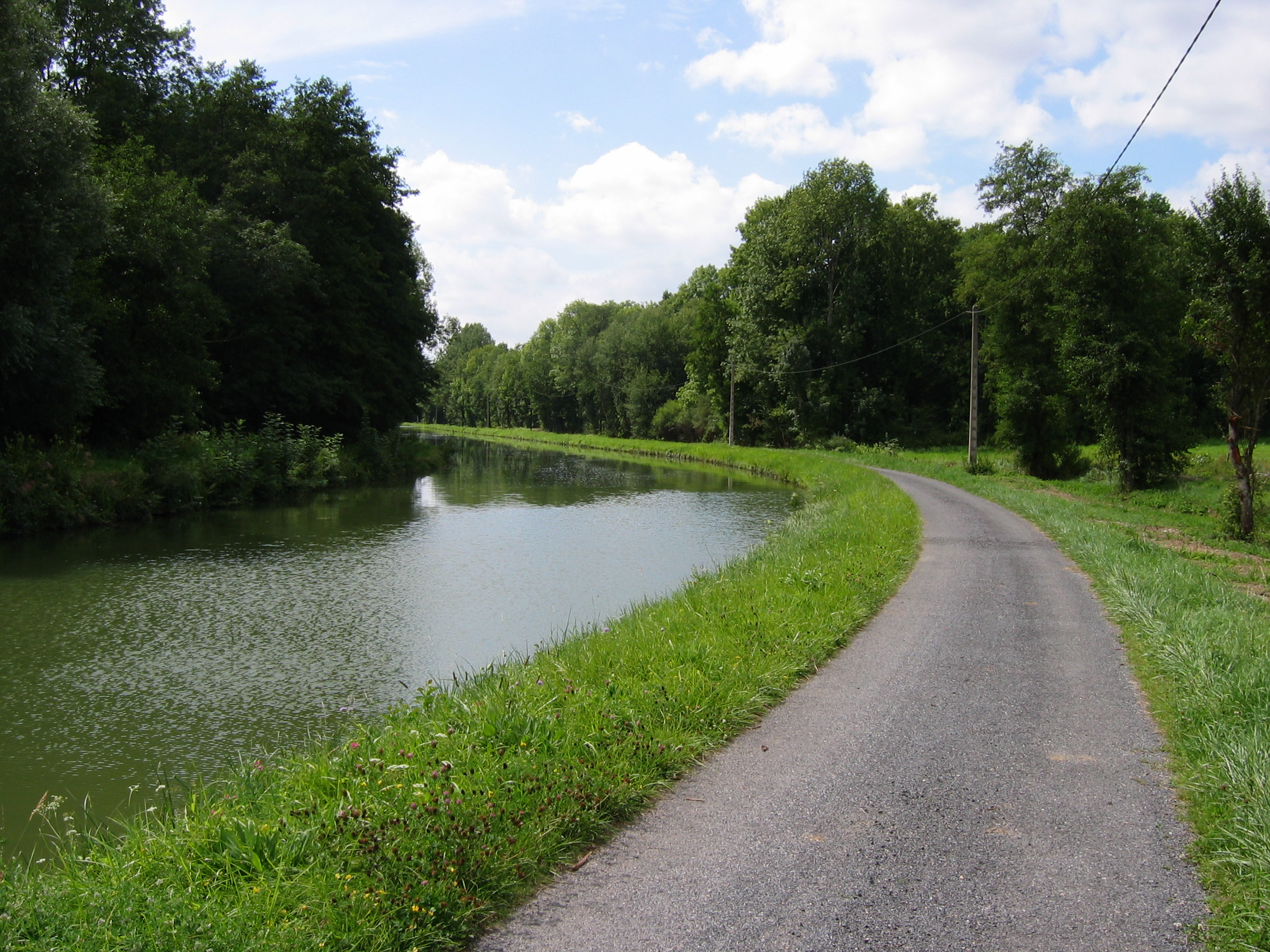
Le canal des Ardennes, emprunté par l'Ostrogoth à la fin des années 1920

Au printemps 1930, Simenon, après avoir voyagé sur les canaux du Nord, est venu amarrer son voilier sur un quai de la Seine de la ville de Morsang-sur-Seine, près de Corbeil. C'est là (selon certains spécialistes de l'écrivain), qu'il écrit son premier roman sous patronyme, Pietr le Letton mais qui, selon d'autres avais, aurait connu une rédaction, au moins partielle, à Delfzijl, selon la légende établie par Simenon lui-même et peut-être également à Stavoren, deux villes portuaires des Pays-Bas. Quoi qu'il en soit, c'est bien sur l'Ostrogoth qu'il va écrire ses premiers romans sous son vrai nom.
Entre 1929 et 1931, Georges Simenon, Tiggy, sa première épouse, sa servante Boule et son chien, un danois, dénommé Olaf, vont naviguer entre la France, la Belgique et les Pays-Bas en empruntant les cours de la Seine, de l'Oise, du canal latéral à l'Oise, puis de l'Aisne, le canal des Ardennes et enfin la Meuse, lui permettant ainsi de passer par Liège, sa ville natale et découvre (comme à Fumay, pour Maigret chez les Flamands), le décor de ses futures romans.

## Caractéristiques
L’Ostrogoth est un cotre, c'est à dire un voilier à un seul mât supportant une grande voile et plusieurs focs. Il mesure dix mètres de long, jauge environ 7,5 tonneaux. Il est également muni d’un moteur de 20 CV. Il est immatriculé à Paris sous le nom d'« Ostrogoth ». Ce voilier sera ensuite mise en vente à Caen en 1931 et prendra le nom de Sainte Thérèse. Une autre source indique que le navire jaugeait 4,20 tonneaux, et qu'il équipé d'un moteur de 30 chevaux. Cette même source précise que la coque est en bois de chêne.

## Bande dessinée
Simenon, l’Ostrogoth est un album de bande dessinée publié chez Dargaud et qui se présente sous la forme d'une biographie couvrant une dizaine d’années de la vie de Simenon avec sa compagne,Tigy. Elle est un peintre ayant déjà quelque notoriété et lui, désireux de devenir un grand écrivain.
Cet album est signé José-Louis Bocquet et Jean-Luc Fromental avec la particpation de John Simenon pour le scénario et Jacques de Loustal pour les dessins.
Le titre de l'album évoque (selon les auteurs) le caractère rebelle de Simenon (le terme « ostrogoth » désigne également un personnage extravagant ignorant les usages) et le nom de son voilier.